# TSV Peißenberg
Der Turn- und Sportverein Peißenberg e. V. (kurz TSV Peißenberg) ist ein Sportverein aus dem oberbayerischen Peißenberg und besteht aus den Abteilungen Basketball, Boxen, Budo, Einrad, Eishockey, Eiskunstlauf, Faustball, Fußball, Handball, Hundesport, Kegeln, Leichtathletik, Pferdesport, Rollkunstlauf, Stockschießen, Tennis, Tischtennis, Turnen, Weitwandern und Wintersport.

## Abteilung Eishockey

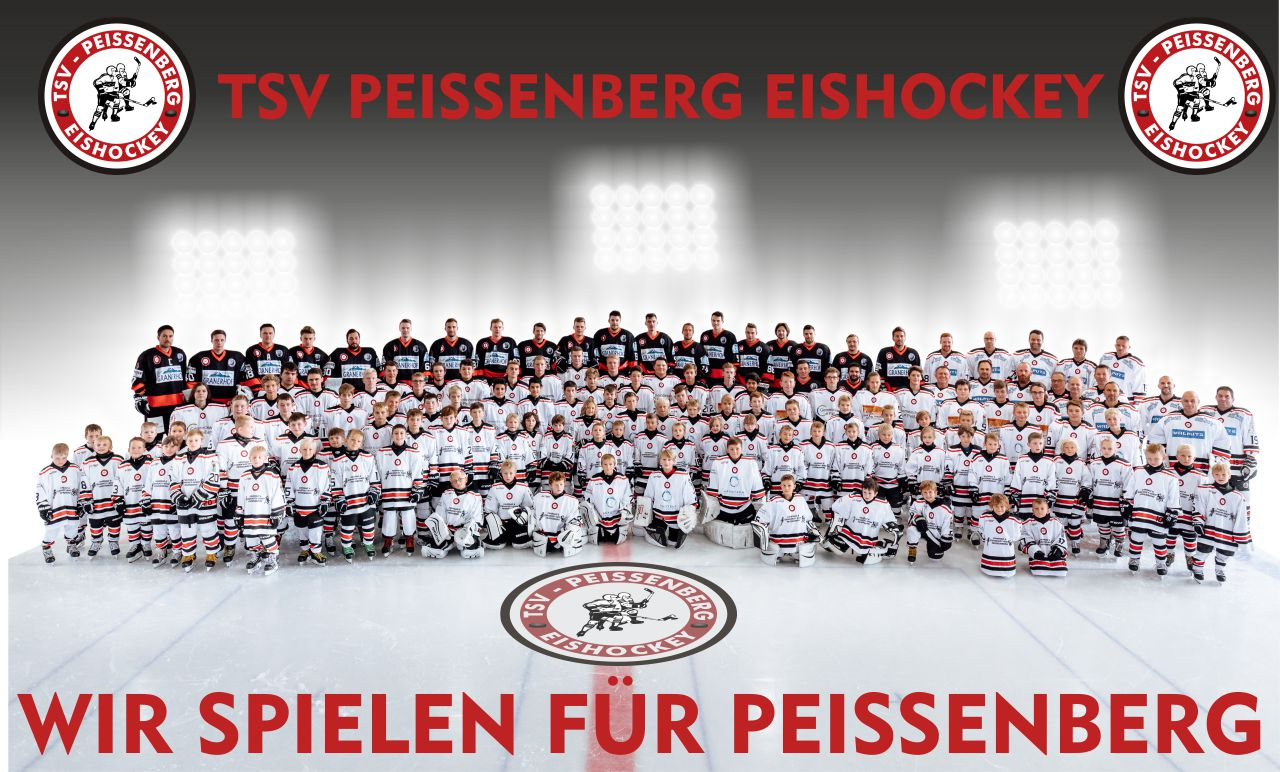
Alle Mannschaften des TSV Peißenberg

Die Eishockeymannschaft des TSV spielte erstmals im höherklassigen Eishockey in der Saison 1971/72 in der Regionalliga Süd, aus der die Mannschaft in Oberliga 1972/73 aufstieg.
Mit der Einführung der 2. Bundesliga zur Saison 1973/74 wurde die Mannschaft in die jetzt drittklassige Oberliga zurückgestuft, in der die Mannschaft fast ausschließlich bis zur Einführung der Deutschen Eishockey Liga im Sommer 1994 spielte – ausgenommen die Saison 1991/92 als eine Saison in der alten 2. Bundesliga teilgenommen wurde.
Danach spielte die Mannschaft zuerst in der – nunmehr zweitklassigen – 1. Liga Süd, wo sie aber in die – drittklassige – 2. Liga Süd 96/97 abstieg. Mit der Wiedereinführung der 2. Bundesliga zur Saison 1998/99 blieb die Mannschaft in der jetzt viertklassigen 2. Liga Süd, die dann wieder in Regionalliga Süd umbenannt wurde.
Nach der Saison 2001/02 wurde die inzwischen in die Peißenberg Hornets GmbH ausgelagerte Mannschaft vom Spielbetrieb abgemeldet und die Mannschaft des TSV Peißenberg begann 2002/03 in der Bezirksliga Bayern – der untersten Spielklasse – wieder von vorne und nimmt seit der Saison 2004/05 wieder in der Eishockey-Bayernliga teil. In der Saison 2008/09 erreichte die Mannschaft die Vizemeisterschaft hinter dem ERV Schweinfurt. Auf das Recht in die Eishockey-Oberliga aufzusteigen, wurde von den Verantwortlichen verzichtet. In den weiteren Jahren waren die „Eishackler“ als Team in der Bayernliga eine feste Größe und in den letzten Jahren jeweils in den Play-offs bzw. Zwischenrunden vertreten. Ab dem Frühjahr 2021 änderte die Eishockeyabteilung ihren Beinamen in Erinnerung an die Peißenberger Bergwerktradition von „Eishackler“ in „Miners“ (wie es der Beinamen der Eishockeymannschaft nicht mehr existierenden Vereins Herner EV war) um.

### Erfolge
| - Aufstieg in die 2. Bundesliga 1991 - Oberliga Süd (2. Liga) 3. Platz 1977 - Aufstieg in die Oberliga/2. Liga 1972 - Regionalliga Süd (3. Liga) 3. Platz 1972 - Aufstieg in die Regionalliga/3. Liga 1971 - Aufstieg in die Regionalliga (BYL) 2004 - Bayerischer-Meister (4. Liga) 1971 | - Bayerischer Vizemeister (4. Liga) 2009, 2024 - Aufstieg in die Bayernliga (4. Liga) 1970 - Bayernliga Hauptrundensieger 2009 - Bayerischer Landesliga-Meister 1970 - Meister Bayerische-Landesliga/West 2004 - Bayernkrug Pokalsieger 2004 |

### Eissporthalle
Das Stadion ist eine vollständig geschlossene Eissporthalle mit einer Kapazität von ca. 3000 Zuschauern. In der Saison 2012/13 wurde ein Zuschauerschnitt von 444 Zuschauern während der Vorrunde erreicht. Das Stadion liegt mitten im Ortsteil „Wörth“, neben den Schulen am Sportzentrum, und besitzt 250 Sitzplätze.

### Nachwuchs
Neben der Seniorenmannschaft nimmt der TSV Peißenberg noch in allen Altersklassen mit Mannschaften am Ligenspielbetrieb teil.